# Xóc Đĩa
Xóc Đĩa [sɔk̚ diə̯] (auch XocDia) ist ein vietnamesisches Glücksspiel.  Unter der Bezeichnung Xóc Đĩa ist das Spiel in Vietnam bekannt und verbreitet, wie Pressemeldungen über Streitigkeiten zu dem Spiel nachweisen. Erste Hinweise finden sich aus der Zeit um 1909. Das genaue Alter des Spiels lässt sich, wie bei anderen kriminellen Spielen, wie etwa dem Hütchenspiel, nicht nachweisen. Das Spiel wird von der vietnamesischen Polizei als Problem im Zusammenhang mit Bandenkriminalität gesehen.

## Spielverlauf
Es wird mit vier farblich gekennzeichneten münzförmigen Spielsteinen gespielt. Der Spieler tippt, in welcher Farbkombination die geworfenen Spielsteine zu liegen kommen. Es wird in der Regel um Geld gespielt. Je nach Kombination werden verschiedene Quoten für den Einsatz ausbezahlt. Auf der Vorderseite sind alle Spielsteine weiß oder in hellem Grau gehalten. Die Rückseiten von zwei Spielsteinen sind schwarz, die anderen zwei Spielsteine sind rot. Die vier Spielsteine werden in einem tassenähnlichen Gefäß (Reisschale) mit einem Unterteller, für die Spielteilnehmer demnach nicht einsehbar, geschüttelt. Anschließend wird die Schale entfernt und die Spielsteine liegen in einer Farbkombination auf dem Unterteller. Es gibt rein mathematisch 16 Möglichkeiten, wie die Spielsteine aufliegen können. Durch die jeweils zwei roten und zwei schwarzen Seiten kommt es jedoch zu Überschneidungen von einigen Mustern, sodass es nur 9 verschiedene Möglichkeiten mit unterschiedlichen Wahrscheinlichkeiten gibt:

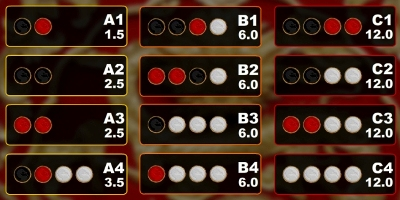
Quoten

| Kombination               | Wahrscheinlichkeit |
| ------------------------- | ------------------ |
| schwarz schwarz rot rot   | 1/16               |
| schwarz schwarz grau grau | 1/16               |
| rot rot grau grau         | 1/16               |
| grau grau grau grau       | 1/16               |
| schwarz schwarz rot grau  | 2/16               |
| rot rot schwarz grau      | 2/16               |
| schwarz grau grau grau    | 2/16               |
| rot grau grau grau        | 2/16               |
| schwarz rot grau grau     | 4/16               |